# Arquimel
Arquimel, en llatí Archimelus, en grec antic Ἀρχίμηλος, fou un poeta grec, probablement nascut a Sicília, autor d'un llarg epigrama que descriu una nau gegantina que havia construït Hieró II de Siracusa aproximadament l'any 220 aC.
A aquest poema se'n acostuma a afegir un altre que va escriure sobre un imitador d'Eurípides. Al manuscrit Vaticà on es conserva porta per títol Ἀρχιμήδους, i tractaria sobre un poeta anomenat Arquímedes, per altra banda desconegut.